# Julio Barrenechea
Julio Barrenechea Pino (Santiago, 13 de marzo de 1910-Santiago, 9 de noviembre de 1979) fue un poeta, escritor, político y diplomático chileno.

## Datos biográficos
Julio Barrenechea Pino fue hijo del periodista Julio César Barrenechea Contreras y de Claudina Pino Salazar. Realizó su enseñanza primaria en el Colegio de los Padres Franceses y los continuó en el Anexo primario del Liceo de Aplicación y cursó de manera brillante su enseñanza secundaria en el Instituto Nacional, donde tuvo grandes maestros que despertaron su interés por la poesía. Fue también parte del primer equipo de fútbol que se formó en ese establecimiento.[cita requerida]
Aprobó de manera sobresaliente el bachillerato con apenas 16 años de edad, lo que le permitió comenzar sus estudios de Derecho en la Universidad Católica de Chile, en la que estuvo menos de un año. Al siguiente ingresó a Derecho en la Universidad de Chile, de la que egresó, aunque nunca llegaría a titularse de abogado.
Durante su juventud, participó en el Teatro Municipal de Santiago, donde tuvo algunos roles en la ópera y adquirió habilidades actorales y declamatorias.

## Familia y vida privada
Barrenechea se casó primero con la chilena de origen ucraniano Jaya Dyvinetz Tocaroff, con quien  tuvo descendencia. Al enviudar de Dyvinetz Tocaroff, se casó con la neozelandesa Anne Spring Younglesson. Por el lado paterno, era sobrino nieto de Manuel José Barrenechea Naranjo, y provenía de una distinguida familia de origen vasco.

## Vida literaria
En el Instituto Nacional le correspondió tener como profesor al poeta Samuel Lillo, quien descubrió su vocación poética. A los quince años fue admitido en el Centro de Artes y Letras Latinoamericanas, que funcionaba en el salón de actos del Diario Ilustrado.
Corría la época de la dictadura de Carlos Ibáñez del Campo (1927-1931) y, en medio de la represión del pensamiento, la poesía era la única manifestación de todo aquello que pugnaba por expresarse entre la juventud. La revista Mástil, del centro de alumnos de Derecho de la Universidad de Chile, era el espacio que recibía los aportes intelectuales de Ricardo Latcham, Orrego Vicuña y otros.
Eran tiempos agitados y difíciles, pero Barrenechea ya preparaba su primera obra. El mitin de las mariposas apareció cuando el poeta se encontraba relegado en el norte, y fue editado por su amigo Oscar Waiss e impreso bajo las costas de sus compañeros de la Escuela de Leyes, quienes lo vendían clandestinamente. Algunos años más tarde, en 1954, publicó Diario morir, obra que marcaría un importante giro en su proyecto literario.
Es el autor de la letra del himno de la Universidad de Chile.

## Vida política
Julio Barrenechea Pino comenzó muy pronto a delinearse como el dirigente natural de los estudiantes en contra de la dictadura de Carlos Ibáñez del Campo. Militó en el grupo socialista Avance. Sus dotes de gran orador lo consagraron definitivamente en un viaje que hizo a la Universidad de Concepción, donde participó en una mesa presidida por Enrique Molina. En 1929 encabezó la primera huelga en contra del general Carlos Ibáñez del Campo, quien lo envió relegado a Combarbalá y Caldera, al norte de Chile.
En 1930, asumió la presidencia de la Federación de Estudiantes de la Universidad de Chile.
El 22 de julio de 1931, Julio Barrenechea Pino, siendo presidente de la Federación de Estudiantes de la Universidad de Chile, convocó a un paro en la universidad, que se transformó en la llama que hizo estallar el descontento hacia el gobierno autoritario de Ibáñez. A este movimiento se plegaron todos los gremios que no se habían atrevido a hacer lo que un joven como Barrenechea logró. Se produjo un paro general indefinido y a los pocos días la gente comenzó a salir a protestar, y comenzaron los disturbios de grandes proporciones. Tanto así que los Carabineros fueron retirados de la calle porque no se podía controlar a la masa. Ante esa situación, el presidente Ibáñez tenía dos opciones: sacar al Ejército a la calle y continuar en el poder, o renunciar y así evitar el derramamiento de sangre. Optó por lo segundo, renunciando el 26 de julio de 1931 para enseguida marchar al exilio. Este incidente fue el inicio político de Julio Barrenechea Pino.
En 1932 fue nombrado por primera vez presidente de la Federación de Estudiantes de la Universidad de Chile y en 1933 fue nuevamente elegido presidente de la Federación de Estudiantes. Por aquellos años el poeta había ingresado al Partido Socialista (del que fue diputado por Imperial, Temuco, Villarrica y Pitrufquén) y se había alejado de las aulas universitarias. Fue diputado por Temuco entre 1937 y 1941, y por Santiago entre 1941 y 1945. En dicho puesto, fue famosa su intervención de 1937 que denunció la penetración de doctrinas hitlerianas a través de la Escuela Alemana que existía en Peñaflor, donde se celebraban actos cívicos no chilenos y por usar sus campos durante los fines de semana para campeonatos de tiro al blanco. Su denuncia llevó al Ministro de Educación de Alessandri, Luis Galdames, a decretar la clausura del establecimiento.
En estos años se retiró del Partido Socialista de Chile, cuando este giró hacia el marxismo. Denunciando el peligro que representa para la democracia, se adscribió al Partido Agrario Laborista. Así, y paradójicamente, fue parte de los militantes de este y otros múltiples partidos pequeños que formaron el Partido Nacional en 1956, en pleno segundo período de Ibáñez, con lo que sirvió de soporte político al general en su segundo gobierno (1952-1958).
Barrenechea Pino fue el primer presidente del Partido Nacional, a cuya cabeza estuvo entre 1956 y 1958.

### Trayectoria diplomática
Entre 1945 y 1956 fue diplomático, embajador en Colombia y en los años 60 lo fue en la India. En el país sudamericano se lo considera uno de los principales poetas chilenos, al nivel de Pablo Neruda y Gabriela Mistral. También es recordado por su gran defensa del derecho internacional de asilo, tras haber otorgado el asilo a Saúl Fajardo en la embajada chilena en 1952. El gobierno de Gabriel González Videla, tras escuchar al embajador de Colombia en Santiago de Chile, decidió no mantener el asilo temporal.
En consecuencia, el embajador Barrenechea se abstuvo de participar en los trámites de la entrega de Fajardo, y envió un cable diplomático a González Videla: "Inhumana actitud vuestro Gobierno al negar asilo concedido por mí, provisionalmente, a un guerrillero colombiano, es incompatible con conciencia pueblo chileno, tradición nuestra Cancillería y mis personales convicciones. En consecuencia, renuncio indeclinablemente a continuar representándolo como Embajador ante Gobierno de Colombia".

### Apoyo a Frei Montalva
Apoyó en 1964 a Eduardo Frei Montalva hacia la Presidencia de Chile, como presidente de los artistas e intelectuales simpatizantes. Le dedicó un poema a la Patria Joven, el que declamó ante una multitud clamorosa en el entonces Parque Cousiño, actual Parque O’Higgins, en el día en que culminó esa candidatura, ante miles de jóvenes que habían caminado desde todas las provincias para converger en dicho parque. En 1973 estuvo junto al grupo de líderes de la Democracia Cristiana, como el propio Frei Montalva, que justificó el Golpe de Estado.

## Reconocimientos públicos
En 1936 recibe el Premio Municipal de Literatura de Santiago en la categoría de Poesía por su obra Espejo de sueño.
En 1959 fue elegido presidente de la Sociedad de Escritores de Chile e integró la Alianza de Intelectuales; además fue invitado a incorporarse, como miembro de número, de la Academia Chilena de la Lengua.
En 1960 se le otorgó el Premio Nacional de Literatura de Chile. Al año siguiente recorrió el continente americano promoviendo la integración cultural latinoamericana a través de la creación de un mercado común del libro.
En 1978 llegó a ser postulado al Premio Miguel de Cervantes.

## Obras publicadas
- El mitin de las mariposas (1930)
- Espejo de sueño (1935)
- Rumor del mundo (1942)
- Mi ciudad (1945)
- El libro del amor (1946)
- Vida del poeta (1949)
- Diario morir (1954)
- Poesía completa (1958)
- Antología. Prólogo de Alone (1961)
- Israel: un árbol por cada muerto (1962)
- Frutos del país (1965)
- Ceniza viva (1968)
- Estados de ánimo (1970)
- Estado de ánimo (1971)
- Voz reunida (1975)
- Poema de Colombia y del ser (1977)
- El compadre mucho gusto (1978).

Tras su muerte, se editaron:
- La India no misteriosa (1982)
- El sol de la India (1969).

En 1958 se publicó en Quito (Ecuador) su obra, que le dio a conocer en el continente.
- Poesía completa

Obsesionado desde su juventud por la idea de la muerte, trató este tópico en distintas formas en la mayoría de sus libros de poesía, cuya culminación es Sol de India, escrito en su estancia en ese país.
La obra de Julio Barrenechea Orozco ha sido comentada por diversos autores: Alberto Hermosilla, Alone, Rodolfo Garcés Guzmán, Carlos Ruiz-Tagle, Pepita Turina, Hernán del Solar, Jaime Quezada, Sergio Montecino, Braulio Arenas y Hernán Poblete Varas han dejado plasmadas importantes miradas a la obra de Julio Barrenechea. Pero, sin lugar a dudas, el estudio más completo, profundo y abarcador, lo constituye Contra mi voluntad: biografía de Julio Barrenechea, de Miguel Laborde.